# Ioannis Tamouridis
Ioannis Tamouridis (in greco Ιωάννης Ταμουρίδης?; Salonicco, 3 giugno 1980) è un dirigente sportivo, ex ciclista su strada e pistard greco. Ottimo passista, ai campionati del mondo su pista ha vinto un argento e un bronzo, rispettivamente nella corsa a punti e nello scratch. Professionista su strada dal 2009 al 2016, nel 2013 ha partecipato al Giro d'Italia, diventando il primo greco nella storia a prendere parte e a concludere la competizione; su strada ha inoltre vinto quattro titoli nazionali in linea e nove a cronometro. Dopo il ritiro dalle corse è divenuto direttore sportivo, dal 2024 con il team Bahrain Victorious.

## Palmarès

### Strada
- 2000

Campionati greci, Prova a cronometro
- 2003

Campionati greci, Prova a cronometro
- 2005

Campionati greci, Prova a cronometro
- 2006

Campionati greci, Prova in linea
- 2009 (SP Tableware, tre vittorie)

Prologo Giro di Romania (Costanza)
Campionati greci, Prova a cronometro
Campionati greci, Prova in linea
- 2010 (SP Tableware, cinque vittorie)

1ª tappa Tour of Lakonia Region (Neapoli)
2ª tappa Tour of Lakonia Region (Sparta)
Classifica generale Tour of Lakonia Region
Campionati greci, Prova a cronometro
Campionati greci, Prova in linea
- 2011 (SP Tableware, sette vittorie)

3ª tappa Jelajah Malaysia (Kuala Lumpin)
2ª tappa Giro di Grecia (Arcangelo (Rodi))
2ª tappa Memorial Battle of Crete (Kasteli)
2ª tappa Giro di Romania (Brăila) > (Vaslui)
Campionati greci, Prova in linea
Campionati greci, Prova a cronometro
1ª tappa Tour of Szeklerland (Tușnad) > (Miercurea Ciuc)
- 2012 (SP Tableware, sei vittorie)

Circuit d'Alger
1ª tappa Giro di Romania (Costanza)
7ª tappa Giro di Romania (Târgu Mureș)
9ª tappa Giro di Romania (Agnita > Râmnicu Vâlcea)
Campionati greci, Prova a cronometro
4ª tappa Tour of Szeklerland (Miercurea Ciuc)
- 2013 (Euskaltel-Euskadi, due vittorie)

Campionati greci, Prova a cronometro
Campionati greci, Prova in linea
- 2014 (SP Tableware, una vittoria)

4ª tappa Tour de Taiwan (Tainan)
- 2015 (Synergy Baku Cycling Project, una vittoria)

Campionati greci, Prova a cronometro
- 2016 (Synergy Baku Cycling Project, due vittorie)

Campionati greci, Prova a cronometro
Campionati greci, Prova in linea

### Pista
- 2009

3ª prova Coppa del mondo 2009-2010, Corsa a punti (Cali)

## Piazzamenti

### Grandi Giri
- Giro d'Italia

2013: 152º

### Classiche monumento
- Milano-Sanremo

2013: 88º
- Giro delle Fiandre

2013: ritirato
- Parigi-Roubaix

2013: 60º

### Competizioni mondiali
- Campionati del mondo su strada

Copenaghen 2011 - Cronometro Elite: 30º
Copenaghen 2011 - In linea Elite: 125º
Limburgo 2012 - Cronometro Elite: 28º
Toscana 2013 - Cronosquadre: 18º
Toscana 2013 - Cronometro Elite: 44º
Toscana 2013 - In linea Elite: ritirato
Doha 2016 - In linea Elite: ritirato
- Campionati del mondo su pista

Los Angeles 2005 - Corsa a punti: 2º
Bordeaux 2006 - Scratch: 3º
Bordeaux 2006 - Corsa a punti: 6º
Palma di Maiorca 2007 - Scratch: 8º
Palma di Maiorca 2007 - Corsa a punti: 17º
Ballerup 2010 - Corsa a punti: ritirato
Apeldoorn 2011 - Inseguimento a squadre: 16º
Apeldoorn 2011 - Omnium: 15º
- Giochi olimpici

Londra 2012 - In linea: 110º
Rio de Janeiro 2016 - In linea: 51º